# Хассан Рухані
Хасса́н Рухані́ (перс. ‌حسن روحانی), ім'я при народженні Хассан Ферідон (перс. ‌حسن فریدون; нар. 12 листопада 1948, Сорхе, провінція Семнан, Імперська Держава Іран) — іранський політик та муджтахід, президент Ірану (2013—2021). Член Ради експертів з 1999, член Ради доцільності з 1991, член Вищої ради національної безпеки з 1989, та голова Центру стратегічних досліджень з 1992.

## Життєпис
Був заступником спікера Меджлісу іранського народу (парламенту), секретарем Верховної ради національної безпеки у 1989—2005. Перебуваючи на цій посаді, очолював команду переговорників стосовно ядерної програми на переговорах EU-3 (з представниками Великої Британії, Франції та Німеччини).:138

### Президентські вибори 2013 року
7 травня 2013 року подав документи на реєстрацію кандидатом на виборах Президента Ірану 2013. Він пообіцяв підготувати «хартію з прав людини», відновити економіку та поліпшити відносини з країнами Заходу.
14 червня відбувся перший тур президентських виборів в Ірані, на якому перемогу здобув Рухані. Він набрав більш як половину (50,71 %; 18 613 329) голосів, що робить непотрібним другий тур. 3 серпня відбулася інавгурація новообраного президента.

### Президентські вибори 2017 року
Хассан Рухані переміг на президентських виборах, що відбулись 19 травня 2017 року. За попередньою інформацією він набирає 58,5 % голосів виборців або 23,5 млн з 41 млн усіх бюлетенів. Найближчого конкурента консерватора Ебрахіма Раїса підтримали 15,7 мільйона виборців.

## Діяльність

### Вища рада національної безпеки
За даними розслідування, проведеного аргентинськими слідчими, рішення про здійснення терористичного акту в єврейському культурному центрі в Буенос-Айресі, який забрав життя 85 осіб, було ухвалене в окремому комітеті Вищої ради національної безпеки Ірану. На той час секретарем Ради був Рухані і він також входив до складу комітету, на якому було ухвалене це рішення.

### Відлига у міжнародних відносинах
За участю Хассана Рухані влітку 2015 укладено угоду зі Спільного всеосяжного плану дій стосовно ядерної програми Ірану. Завдяки підписанню та виконанню перших умов цієї угоди з Ірану зняли ряд міжнародних санкцій.
На початку 2016 вирушив з офіційними візитами до Італії та Франції — перший візит президента Ірану до Європи за 16 років.
У понеділок, 25 січня, були укладені договори з будівництва нафтогонів вартістю $4–5 млрд з компанією «Saipem» («дочка» Eni), угоди на суму до €5,7 млрд зі сталеливарним підприємством Danieli, та до €4 млрд на інфраструктурні проєкти з «Condotte d'Acqua». Також на офіційний обід з Рухані прибули очільники фірми Eni та автовиробника Fiat Chrysler Automobiles. На вимогу іранської сторони вино не подавали. Оскільки французька сторона відмовилась від цієї умови, офіційного обіду в Парижі не буде. Також під час відвідання іранською делегацією Капітолійських музеїв були прикриті всі оголені статуї, хоча сам Рухані зазначив, що не просив цього робити.
У вівторок, 26 січня 2016, прийнятий Папою Франциском у Ватикані. Останній раз Папа приймав президента Ірану в 1999 — Іван Павло II прийняв Мохаммада Хатамі.
28 січня 2016 з офіційним візитом прибув до Франції. У Парижі уклали численні угоди й анонсували створення спільних підприємств. Зокрема, укладено угоду на придбання 118 літаків Airbus, серед них: 73 далекомагістральних і 45 середньомагістральних, в тому числі A380. Угода має набрати чинності тільки після повного зняття санкцій з Ірану. Оцінки її вартості коливаються в межах $16–$27 млрд. Автовиробник PSA Peugeot Citroen погодився створити разом з іранською Khodro спільне підприємство з виробництва машин неподалік Тегерану, що має отримати €400 млн інвестицій у наступні 5 років. Також будівельна група Bouygues та оператор аеропортів ADP погодились розширити Тегеранський аеропорт, а фірма Vinci має розробити та побудувати нові термінали в аеропортах Машхаду та Ісфахану. Total заявила про намір купувати 200 тис. барелів нафти щодоби.
Проте не всі угоди остаточні, а їхнє виконання залежить від додаткових умов.
На тлі візиту Рухані в Парижі відбулись акції протесту, в яких взяло участь до 3000 осіб.

## Погляди

### Заперечення Голокосту
В інтерв'ю телеканалу CNN у вересні 2013 року свідомо ухилився від визнання Голокосту геноцидом євреїв. Спершу його слова переклали неправильно, але з точнішого перекладу, зокрема іранської інформаційної агенції Фарс, випливало, що Рухані вдався до тактики «м'якого» заперечення.